# Trick or treatment
Trick or treatment? Alternative medicine on trial (‘Truco o tratamiento?; la medicina alternativa en el banquillo’) es el título de un libro de 2008 acerca de la medicina alternativa, publicado en Reino Unido por el escritor británico Simon Singh y el investigador alemán Edzard Ernst.
En Estados Unidos se llamó Trick or treatment: the undeniable facts about alternative medicine (‘¿truco o tratamiento?: los hechos innegables acerca de la medicina alternativa’).
Simon Singh (1964-) es un físico y escritor británico de varios libros de divulgación científica.
Edzard Ernst (1948-) es un profesor alemán de medicinas complementarias.

## Contenido
El libro evalúa las evidencias científicas de la acupuntura, la homeopatía, la fitoterapia y la quiropráctica, y cubre brevemente otros 36 tratamientos. Descubre que la evidencia científica correspondiente a esos tratamientos alternativos es, en general, inexistente. Concluye que la homeopatía es totalmente ineficaz: «A pesar de lo que los homeópatas digan, la homeopatía no es más que un placebo».
Aunque el libro presenta algunas evidencias de que los remedios que ofrecen la acupuntura, la quiropráctica y las plantas medicinales tienen una eficacia limitada para ciertas dolencias, los autores concluyen que los riesgos de esos tratamientos superan sus posibles beneficios. Tales riesgos potenciales planteados por los autores son la contaminación o las interacciones inesperadas entre los componentes ―en el caso de las hierbas medicinales―, el riesgo de infección ―en el caso de la acupuntura― y el potencial de la manipulación quiropráctica del cuello para causar un accidente cerebrovascular retrasado.
El libro es muy crítico contra la defensa que ha hecho el príncipe Carlos de Gales (1948-) de las medicinas alternativas, y también de las acciones de su ahora desaparecida Foundation for Integrated Health (‘fundación para la salud integral’). El libro está dedicado, de manera irónica, al príncipe.